# Джерола Алта
Джеро̀ла А̀лта (на италиански: Gerola Alta, на западноломбардски: Geröla, Джерьола) е село и община в Северна Италия, провинция Сондрио, регион Ломбардия. Разположено е на 1050 m надморска височина. Населението на общината е 197 души (към 2010 г.).